# طائر التعريشة المخطط
طائر التعريشة المخطط (الاسم العلمي: Amblyornis subalaris)، هو نوع من طيور التعريشة التي يمكن العثور عليها في جنوب شرق غينيا الجديدة. يبلغ طوله حوالي 22 سم ولونها بني زيتوني. يمتلك الذكر عرف برتقالي قصير لا يمكن رؤيته إلا في حالة عروض المغازلة.
طائر التعريشة المخطط هو نوع متعدد الزوجات. يُبنى العش من قبل الذكور من العصي. لها شكل كوخ مميز مع مدخلين.

## روابط خارجية
- BirdLife Species Factsheet